# Obrtaljka
Obrtaljka, odnosno palindrom je igra riječi u kojoj se čitanjem jedne riječi ili čitave rečenice obrnutim redom dobiva isto značenje kao i pravilnim čitanjem. Riječ je grčkog porijekla - palíndromos: koji trči natrag palin- + -drom (πάλιν + δρóμος).

## Primjeri obrtaljki

### Riječi
Ana

Dud

Ići

Kapak

Kisik

Krk

Kuk

Nadan

Neven

Oko

Pokop

Potop

Radar

Ratar

Rotor

Kajak

Dovod

### Rečenice
A mene tu ni minute nema.

Ana nabra par banana.

Ana voda Radovana.

Ana voli Milovana.

Anja sebe sanja.

Anja voli milovanja.

E sine, ženi se!

Edo gaji jagode.

Ero ratar ore.

Evo love!

Evo sada sove.

I jogurt ujutru goji.

I on ukrao arku Noi.

Ide Neven Edi.

Idi, Milane, na Lim, idi!

Idu ljeta, pate ljudi.

Imaju Arapi i para u jami.

Imamo ono o mami.

Ivan uru navi.

I Ruža žuri.

Kuma pali lila pamuk.

Mače jede ječam.

Medeja, ja jedem!

Na Limu Milan.

Nadan Ivi kivi na dan.

Nakrao Arkan!

Navi uru Ivan.

Nema Kata kamen.

On vidi divno.

Oko budi mi duboko.

Oruđa doda Đuro.

Ovo je muka kume Jovo.

Perica reže raci rep.

Sava zidar radi za vas. 

Sir ima miris.

Sin Anis.

Tupan Edo ode na put.

U maju udovica baci vodu u jamu.

U Rimu idu ljudi u miru.

U Šidu udišu.

Uguraj u jarugu.

Ujak ima radar, a mi Kaju.

## Znamenite obrtaljke
- Antički magični palindromni kvadrat
- Vergilijeva palindromna rečenica
- Finski rekordni palindrom

Najduža palindromska riječ u svakodnevnoj uporabi je finska riječ saippuakauppias koja označava trgovca sapunom – ima čak 15 slova.